# 30 км (блокпост)
30 кілометр — залізничний блокпост Одеської дирекції Одеської залізниці на лінії Чорноморська — Берегова між станціями Чорноморська (30 км) та Берегова (7 км).
Розташований біля села Визирка Лиманського району Одеської області.
На лінії Чорноморська — Берегова пасажирське сполучення не здійснюється.